# ショーン・ファリス
ショーン・ファリス（Sean Faris、1982年3月25日 - ）は、アメリカ合衆国の俳優。

## 出演作品
- プリティ・リトル・ライアーズ シーズン4（ガブリエル）
- LIVE AND DIE　リヴ・アンド・ダイ
- ドルフ・ラングレン　ダブル・トリガー
- レバレッジ　～詐欺師たちの流儀 シーズン4
- ランナーゲーム
- ヴァーチャル・ウォーズ
- ヴァンパイア・ダイアリーズ シーズン1
- ザ・キング・オブ・ファイターズ（草薙京）
- ネバー・バックダウン
- ヘレンとフランクと18人の子供たち
- スリープオーバー